# Большое Баранково
Большое Баранково — деревня в Бежецком районе Тверской области. Входит в состав Зобинского сельского поселения.

## География
Находится в восточной части Тверской области на расстоянии приблизительно 3 км по прямой на юг-юго-восток от районного центра города Бежецк.

## История
Деревня была отмечена (тогда Боранкова) еще на карте 1825 года. В 1859 году здесь (деревня Бежецкого уезда Тверской губернии) было учтено 18 дворов, в 1978 — 24.

## Население
Численность населения: 117 человек (1859 год), 32 (русские 94 %) в 2002 году, 13 в 2010.